# Санчес Драго, Фернандо
Фернандо Санчес Драго (исп. Fernando Sánchez Dragó, 2 октября 1936, Мадрид — 10 апреля 2023, Сория) — испанский писатель и журналист.

## Биография
Фернандо Санчес Драго родился в районе Саламанка в Мадриде и был посмертным сыном Фернандо Санчеса Монреаля, журналиста, убитого во время Гражданской войны фракцией повстанцев. Его отец был директором информационного агентства Febus, а также директором агентства Noti-Sport.

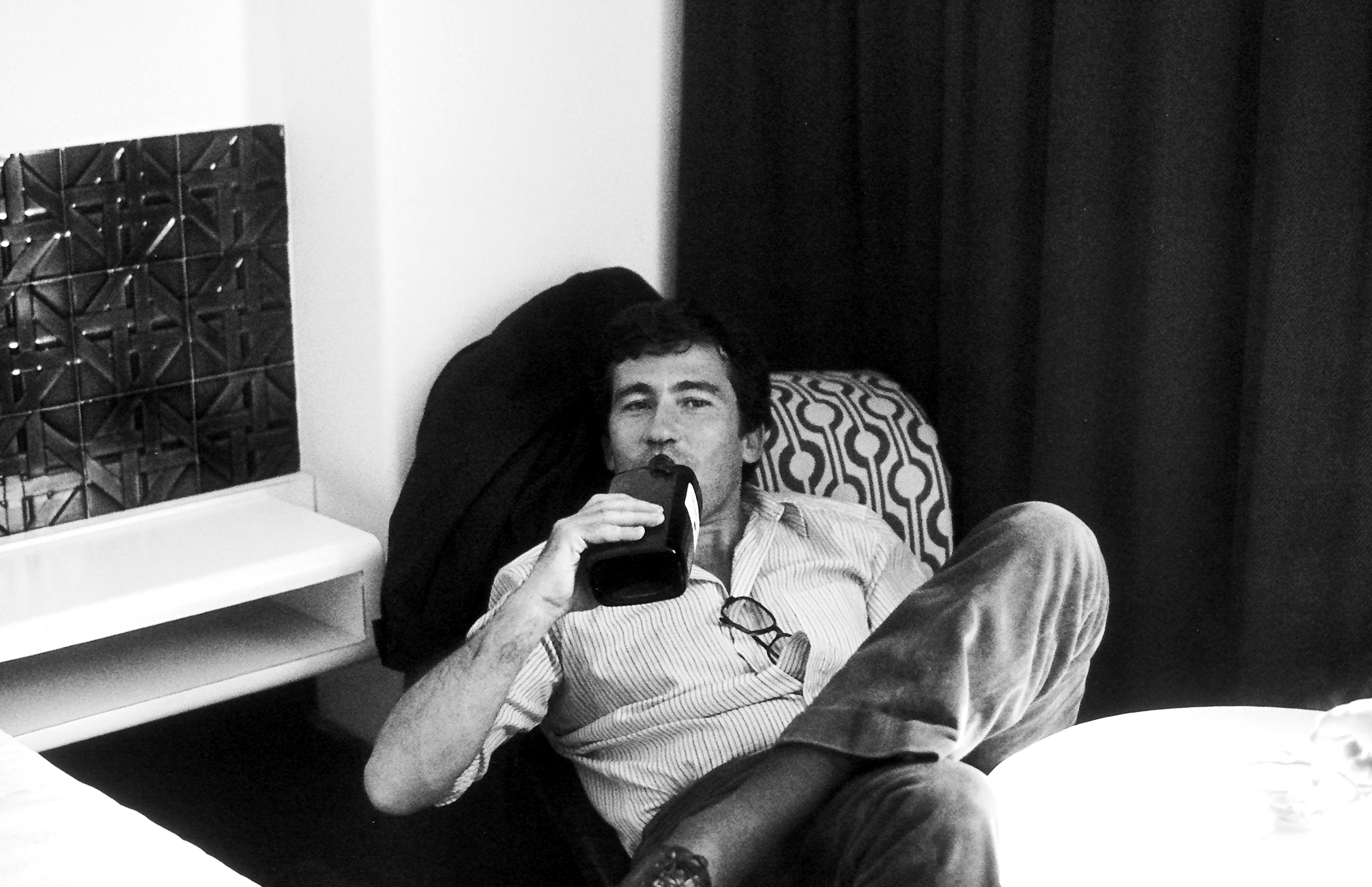
Санчес Драго в 1979

Санчес был студентом Колехио дель Пилар и Мадридского университета, ныне Комплутенсе. Состоявший в Коммунистической партии Испании в молодости, он был заключён в тюрьму из-за своей оппозиции Франкистской Испании и находился в ссылке в течение семи лет.
Он вместе с другими фигурами, связанными с испанским Nouvelle Droite, участвовал в Манифесте против смерти духа и земли в 2002 году, позже сформировав Asociación Maniesto, место встречи старых и новых реакционеров, а также бывших членов неонацистской группы Испанский круг друзей Европы (CEDADE).
Названный «новым реакционером», но себя он назвал «либертарианским анархистом-индивидуалистом». Автор более 45 книг, он выиграл в 1979 году Premio Nacional de Ensayo за свое эссе Gárgoris y Habidis. Магическая история Испании. Эта работа подвергается резкой критике из-за ее антисемитского содержания, в основном направленного против евреев-ашкеназов.
Санчес Драго также получил премию Планета 1992 года за свой роман La prueba del laberinto и премию Фернандо Лара за роман 2006 года за свою книгу, основанную на жизни и смерти его отца, Muertes paralelas.
В работе 2010 года под названием "Dios los cria ... y ellos hablan de sexo, drogas, España, corrupción ..." Санчес Драго хвастался тем, что занимался сексом с двумя тринадцатилетними несовершеннолетними во время своего пребывания в Японии в 1967 году.
Заметное одобрение на собрании политической партии Голос, которое состоялось во Дворце Висталегре в октябре 2018 года, он пообещал поддержать 90% политической программы партии.
Умер 10 апреля 2023 года в возрасте 86 лет после сердечного приступа в своём доме в Кастильфрио-де-ла-Сьерра. Мужчину обнаружили без сознания соседи и вызвали скорую помощь. Он умер до прибытия служб спасения.

## Награды
- Приёмный сын Сории (1992)[16]